# Lebo Mothiba
Lebogang „Lebo“ Mothiba (* 28. Januar 1996 in Johannesburg) ist ein südafrikanischer Fußballspieler.

## Karriere

### Verein
Mothiba begann seine fußballerische Ausbildung bei den Mighty Bucks in Südafrika, ehe er 2007 zur Akademie der Mamelodi Sundowns wechselte. Nach zwei Jahren dort spielte er ein Jahr beim Kempton Park FC, ehe er im Sommer 2010 zur Diambars Football Academy wechselte.
Im Jahr 2014 wechselte er nach Europa in die Ligue 1 zum OSC Lille. Nach sämtlichen Viert- und Fünftligaeinsätzen für die Zweitmannschaft unterschrieb er im Sommer 2016 seinen ersten Profivertrag bei den „Lillois“ bis 2019. Nachdem er 2016/17 nur einmal im Profikader stand, wurde er Ende Januar 2017 für anderthalb Jahre an den Zweitligisten FC Valenciennes verliehen. Dort debütierte er am 30. Spieltag auch im Profibereich, als er bei einer 0:4-Niederlage gegen den FC Tours eingewechselt wurde. Anfang April 2017 (32. Spieltag) schoss er gegen den ES Troyes AC sein erstes Tor überhaupt auf Profiebene. Bis zum Ende der Spielzeit schoss er in neun Zweitligaspielen zwei Tore. Bis Ende Januar 2018 gelangen ihm acht Tore, darunter ein Hattrick, in 20 Zweitligaeinsätzen. Anschließend wurde die Leihe abgebrochen und Mothiba kehrte zu Lille zurück. Dort stand er gegen den FC Nantes auch direkt in der Startaufstellung und schoss bei seinem Ligue-1-Debüt bereits sein erstes Tor. Bei Lille konnte er sich durchsetzen und beendete die Restspielzeit 2017/18 mit fünf Treffern in 14 Spielen.
Nach bereits angebrochener Spielzeit 2018/19 wechselte Mothiba zum Ligakonkurrenten Racing Straßburg. Auch hier war er gesetzt und traf in 32 Ligaspielen neunmal für die Elsässer. Zudem konnte er durch zwei Treffer in drei Ligapokalspielen mit zum Titelgewinn beitragen. Dadurch nahm er mit Straßburg auch an der Europa-League-Qualifikation teil, in der man aber an Eintracht Frankfurt scheiterte. In der Liga konnte Mothiba in 21 von 27 möglichen Spielen dreimal treffen. Nach anderthalbjähriger Pause aufgrund einer Knieverletzung kam er erst im Dezember 2021 zurück. Er wurde anschließend zunächst für ein halbes Jahr an den ES Troyes AC ausgeliehen, wo er zu alter Stärke zurückfinden sollte. Dort traf er zweimal in 14 Einsätzen und kehrte anschließend wieder in den Osten Frankreichs zurück. Er verlor jedoch seinen Stammplatz und traf in 19 Einsätzen dreimal in der Liga.

### Nationalmannschaft
Nachdem er bereits im März 2016 ein Freundschaftsspiel mit der U23- und Olympiamannschaft Südafrikas absolvierte und auch traf, stand er auch im finalen Kader der Olympischen Spiele 2016. Er spielte in beiden Gruppenspielen, konnte seinem Team jedoch nicht zum Erreichen der K.o.-Phase verhelfen. Im Oktober 2017 wurde er schließlich für die A-Nationalmannschaft berufen, kam jedoch noch nicht zum Einsatz. Bei seinem tatsächlichen Debüt für das Nationalteam traf er im Rahmen des Vier-Nationen-Turniers gegen Angola direkt. Das Turnier konnte man auch durch einen weiteren Treffer von ihm gewinnen. In sechs Länderspielen im Jahr 2018 traf Mothiba viermal und legte ein Tor vor. Beim Afrika-Cup 2019 spielte er in allen fünf Spielen, seine Mannschaft schied jedoch ohne persönlichen Treffer von Mothiba im Viertelfinale aus.

## Erfolge
Racing Straßburg
- Französischer Ligapokalsieger: 2019

Südafrika
- Vier-Nationen-Turnier-Sieger: 2018